# 庞学勤
庞学勤（1929年5月4日—2015年10月12日），江苏阜东人，中国电影表演艺术家，曾任长春电影制片厂副厂长。

## 生平
1929年出生于江苏省阜东县东坎镇。